# Philodromus emarginatus
Philodromus emarginatus là một loài nhện trong họ Philodromidae.
Loài này thuộc chi Philodromus. Philodromus emarginatus được miêu tả năm 1803 bởi Schrank.